# GameTV
GameTV est une chaîne de télévision canadienne spécialisée de catégorie B appartenant à Anthem Sports & Entertainment (en), dédiée aux jeux sous forme de jeux télévisés, émissions de télé-réalité, jeux de casino et poker, et autres jeux non-sportifs.

## Histoire
Après avoir obtenu une licence de diffusion auprès du CRTC en septembre 2001 pour le service The Gaming Channel, la chaîne a été lancée sous le nom CGTV (Casino and Gaming Television) en novembre 2005 en empruntant le nom de la chaîne américaine et était dédiée aux jeux de casino et le style de vie de joueur. On y retrouvait fréquemment des tournois, des jeux de casino, des suggestions d'endroits pour jouer, et autres.
Le 26 octobre 2007 à 18 h, la chaîne a changé de nom pour GameTV afin d'agrandir son auditoire en diffusant un répertoire plus large des jeux incluant des émissions de téléréalité, des jeux télévisés, des films ayant pour thème les jeux, en plus des émissions de casino existantes.
Étant donné que la chaîne ne demande aucune redevance d'abonnement, elle est distribuée sur le service de base chez la plupart des distributeurs.
En août 2016, Anthem Sports & Entertainment a annoncé faire l'acquisition de la chaîne, approuvé par le CRTC en novembre 2016. Une version haute définition de la chaîne a été lancée en mars 2017.
En 2019, Anthem renomme sa chaîne FNTSY Sports Network en Game+ (en), dotant ainsi GameTV d'une chaîne sœur.

## Logos

Logo CGTV 2005-2007
Logo 2007-2012
Logo actuel depuis 2012